# Хан Гаодзу
Хан Гаодзу (на китайски: 漢高祖 или Hàn Gāozǔ) е император на Китай, основоположник на династията Хан, управлявал от 202 до 195 година пр.н.е.

## Биография
Хан Гаодзу е роден през 256 или 247 година пр.н.е. под името Лиу Бан в селото Джунян в царство Чу в селско семейство. Той постъпва на служба в армията, но дезертира и известно време живее извън закона. Включва се в многобройните бунтове, последвали смъртта на император Цин Шъхуан през 210 година пр.н.е., и завзема близкото до родното му село градче Пей. След това се присъединява към силите на Сян Лян, който се стреми към възстановяването на унищоженото от Цин царство Чу и скоро става един от изтъкнатите му военачалници.
През 206 година пр.н.е. Лиу Бан командва войските, завзели Гуанджун, ядрото на владенията на Цин, докато племенникът на Сян Лян Сян Ю разгромява техните основни сили. С падането на Цин Сян Ю разделя империята на 18 самостоятелни царства и Лиу Бан става цар на Хан, владение в Съчуан. През следващите няколко години Лиу Бан и Сян Ю влизат в конфликт за властта над страната, като Лиу поставя под свой контрол западните, а Сян – източните области. През 202 година пр.н.е. Сян Ю е разгромен и се самоубива, а Лиу Бан се обявява за император.
Управлението на Хан Гаодзу се свързва с понижаване на данъците, спрямо високите им нива от епохата Цин, и с постепенно нарастване на влиянието на конфуцианството за сметка на доминиращия през предходния период легизъм. Въпреки това Гаодзу е принуден да се бори с нови бунтове в провинциите, а претърпява и няколко поражения от хунну.
Хан Гаодзу умира на 1 юни 195 пр.н.е.